# Stephanephoros (Amt)
Stephanephoros (altgriechisch Στεφανηφόρος Stephanēphóros, deutsch ‚Kranzträger‘) war im antiken Griechenland ein Titel für ein hohes, jährlich vergebenes Priesteramt, das mit dem kultischen Umgang mit Kränzen verbunden war.
In den meisten Poleis, in denen das Amt vergeben wurde, hatte der Stephanephoros lediglich sakrale Aufgaben, die im Einzelnen verschieden ausgestaltet und dementsprechend unterschiedlich bedeutend waren. In Iasos und in Smyrna war es ein eponymes Amt, nach dessen jährlich wechselnden Inhabern das Jahr benannt wurde, ebenso in Milet, wo der Stephanephoros zudem der oberste Priester des panhellenisch bedeutsamen Apollonheiligtums von Didyma war. In Magnesia am Mäander wurde in der Mitte des 3. Jahrhunderts v. Chr. die Prytanis abgeschafft und deren Aufgaben dem Stepanophoros der Artemis Leukophryne übergeben, 344 v. Chr. vollzog sich ein ähnlicher Vorgang in Priene, als es im Verlauf des Alexanderzugs wieder unabhängig wurde.
Athenaios berichtet im Zusammenhang mit herrschenden Philosophen über den Epikureer Lysias, der sich durch die Weigerung, sein Amt aufzugeben, zum Alleinherrscher über Tarsos aufschwang:

„Dieser war von seinem Vaterland zum Stephanophoros gewählt worden, das heißt zum Priester des Herakles, und er legte die Herrschaft nicht nieder, sondern war König aufgrund seiner Gewandung, indem er eine purpurne Tunika mit weißen Streifen anlegte, einen prächtigen Umhang darüberzog, weiße lakonische Schuhe trug und sich einen goldenen Kranz aus Efeu aufsetzte.“

Der Beiname des kleinasiatischen Apollon Stephanephoros hat seinen Ursprung in dem Amt. Wenn kein Nachfolger für den Stephanephoros von Didyma gefunden wurde, musste symbolisch der Gott dieses Amt übernehmen. Die mit dem Amt verbundenen Kosten mussten dann aus dem Tempelschatz gedeckt werden.